# 逆周期緩衝資本
逆周期緩衝資本（英語：Countercyclical capital buffer，簡稱CCyB）是根據《巴塞爾協議III》制訂的監管機制，目前是為了應對信貸過度增長所帶來的系統性風險。
根據《巴塞爾協議III》，銀行需要建立一定水平的逆周期緩衝資本，其中包括普通股或其他能充分吸收損失的資本構成。逆周期緩衝資本的水平為銀行所持有的總風險加權資產的一個百分比。2010年，逆周期緩衝資本比率為0%-2.5%。

## 香港
香港在2016年至2018年間分階段實施逆周期緩衝資本，並由2019年1月1日起全面生效。2019年1月1日起，香港的逆周期緩衝資本為2.5%。2019年10月14日，因香港經濟環境惡化，香港金融管理局總裁余偉文宣佈將香港適用的逆周期緩衝資本由2.5%下調至2.0%。據余偉文估計，若銀行的貸款組合結構不變，銀行的放貸額度可因此而增加最多3,000億港元。2020年3月16日，香港金融管理局宣佈將逆周期緩衝資本進一步調低至1%。

## 英國
2020年3月11日，為了應對2019冠狀病毒對經濟的影響，英倫銀行將逆周期緩衝資本比率從1%調低至0%以增加銀行對企業的貸款額度。

## 外部連結
- BIS - Countercyclical capital buffer (CCyB) （页面存档备份，存于）
- Basel Committee on Banking Supervision - Frequently asked questions on the Basel III Countercyclical Capital Buffer （页面存档备份，存于）